# گرانویل، بریتیش کلمبیا
گرانویل، بریتیش کلمبیا (انگلیسی: Granville, British Columbia) نامی بود که از سال 1870 تا 1886 برای شهر ونکوور در بریتیش کلمبیا انتخاب شد و بعد به ونکوور  تبدیل شد. محل شهر شامل سکونتگاه اصلی  گستاون بود.